# Lilla Hensjön
Lilla Hensjön är en sjö i Tingsryds kommun i Småland och ingår i Ronnebyåns huvudavrinningsområde. Sjön är 1,5 meter djup, har en yta på 0,449 kvadratkilometer och är belägen 128,9 meter över havet.

## Delavrinningsområde
Lilla Hensjön ingår i det delavrinningsområde (626236-145601) som SMHI kallar för Mynnar i Ronnebyåns vattendragsyta. Medelhöjden är 138 meter över havet och ytan är 11,14 kvadratkilometer. Det finns ett avrinningsområde uppströms, och räknas det in blir den ackumulerade arean 30,53 kvadratkilometer. Vattendraget som avvattnar avrinningsområdet har biflödesordning 2, vilket innebär att vattnet flödar genom totalt 2 vattendrag innan det når havet efter 44 kilometer. Avrinningsområdet består mestadels av skog (68 procent) och öppen mark (15 procent). Avrinningsområdet har 0,45 kvadratkilometer vattenytor vilket ger det en sjöprocent på 4 procent.